# 4868 Knushevia
4868 Knushevia је астероид чија средња удаљеност од Сунца износи 19,600 астрономских јединица (АЈ).
Апсолутна магнитуда астероида је 13,9.